# بروس هندرسون (كاتب)
بروس هندرسون Bruce Henderson هو صحفي أمريكي ومؤلف لأكثر من 20 كتابًا غير خيالي، بما في ذلك الكتاب الأكثر مبيعًا في نيويورك تايمز، «ويخبر البحر» And the Sea Will Tell .
أحدث كتبه الأكثر مبيعًا في نيويورك تايمز هو «الأبناء والجنود: القصة غير المروية لليهود الذين فروا من النازيين وعادوا مع الجيش الأمريكي لمحاربة هتلر». تُرجمت كتب هندرسون إلى الفرنسية والإسبانية والإيطالية والبرتغالية والدنماركية والهولندية والصينية واليابانية والهنغارية والتشيكية.
وهو عضو في نقابة المؤلفين، وقام بتدريس دورات في إعداد التقارير والكتابة في كلية الصحافة بجامعة جنوب كاليفورنيا وجامعة ستانفورد.
ولد في أوكلاند بكاليفورنيا، وخدم في البحرية الأمريكية خلال حرب فيتنام والتحق بالجامعة. وعمل كمراسل استقصائي للعديد من الصحف، بما في ذلك صحيفة «لوس أنجلس هيرالد إكزاماينر» Los Angeles Herald-Examiner، وكمحرر مشارك في «نيو وست» New West و«كاليفورنيا» California. وظهرت كتاباته في العديد من الدوريات الأخرى، مثل مجلة سميثسونيان ("Cook vs. Peary "، أبريل 2009)، و«إسكواير» Esquire و«بلاي بوي» Playboy.

## كتب بارزة
أحدث كتاب لهندرسون هو من الكتب الأكثر مبيعًا في نيويورك تايمز وهو بعنوان «الأبناء والجنود: القصة غير المروية لليهود الذين هربوا من النازيين وعادوا مع الجيش الأمريكي لمحاربة هتلر»  وهو عن القصة الحقيقية لليهود المولودين في ألمانيا، ويطلق عليهم اسم أولاد ريتشي، والذين فروا من ألمانيا النازية في الثلاثينيات، وبلغوا سن الرشد في أمريكا، وعادوا إلى أوروبا معرضين أنفسهم لمخاطر شخصية هائلة كأعضاء في جهاز المخابرات العسكرية بالجيش الأمريكي ولعبوا دوراً رئيسيا ًفي انتصار الحلفاء. وطبع الكتاب في اثنتي عشرة دولة أجنبية. ووصفته شبكة يو إس إيه توداي بأنه «كتاب مثير... ورواية ساحرة عن رجال غير عاديين في حالة حرب»  ورحبت به صحيفة نيويورك بوست باعتباره «آخر قصة غير معروفة عن الحرب العالمية الثانية».
كتب هندرسون أيضًا كتاب «الإنقاذ في لوس بانيوس: أكثر غارة جريئة على معسكر اعتقال في الحرب العالمية الثانية»  وهو كتاب غير أدبي يحكي عن «الغارة على لوس بانيوس» في 23 فبراير 1945 والتي حررت أكثر من 2000 أسير حرب مدني - معظمهم الرجال والنساء والأطفال الأمريكيون، بالإضافة إلى جنسيات من الحلفاء - من معسكر اعتقال تابع للجيش الإمبراطوري الياباني يقع على بعد 40 ميلاً جنوب مانيلا. وحاز الكتاب على تقييمات إيجابية من النقاد ووسائل الإعلام ولاقى رواجا تجاريا.

## من كتبه
- الأبناء والجنود: القصة غير المروية لليهود الذين فروا من النازيين وعادوا مع الجيش الأمريكي لمحاربة هتلر.
- الإنقاذ في لوس بانوس: أكثر غارة جريئة على معسكر اعتقال في الحرب العالمية الثانية.
- تم العثور على البطل: أعظم هروب أسير حرب في حرب فيتنام .
- نزولا إلى البحر: قصة ملحمية عن كارثة بحرية وبطولة في الحرب العالمية الثانية.
- ويخبر البحر .
- دليل التتبع: البحث عن قاتل متسلسل مراوغ.
- الشمال القاتل: القتل والبقاء على قيد الحياة في أول رحلة استكشافية للقطب الشمالي.
- الشمال الحقيقي: بيري، كوك، والسباق إلى القطب.
- شرطة الغيتو: في شوارع المدينة الأكثر خطورة في أمريكا.
- حلقة الخداع: داخل أكبر فضيحة رياضية ومصرفية في التاريخ .
- المسافر عبر الزمن: المهمة الشخصية لعالم لجعل السفر عبر الزمن حقيقة.
- غبار التجسس: سيدا التنكر يكشفان عن الأدوات والعمليات التي ساعدت على الفوز في الحرب الباردة.
- قفزة الإيمان: رحلة رائد فضاء إلى المجهول.
- استعادة شوارعنا: محاربة الجريمة في أمريكا.
- إرنست وجوليو: قصتنا.

أنتج مسلسل تلفزيوني مدته أربع ساعات مقتبس عن كتابه «ويخبر البحر» وتم بثه على شبكة CBS في عام 1991. وتم تصويره في فانكوفر، وكولومبيا البريطانية وتاهيتي، وقام ببطولته راشيل وارد وريتشارد كرينا وجيمس برولين.
وتم اختيار كتابه «حلقة الخداع: داخل أكبر فضيحة رياضية ومصرفية في التاريخ» لتحويله لفيلم من قبل المخرج الحائز على جائزة الأوسكار مرتين روب مينكوف.